# Первомайское Лесничество
Первомайское Лесничество — посёлок в Аннинском районе Воронежской области России.
Входит в состав городского поселения Анна.

## География

### Улицы
- ул. Ореховая.

## Население
| 2000 |
| ---- |
| 18   |